# Francisco Sánchez de las Brozas

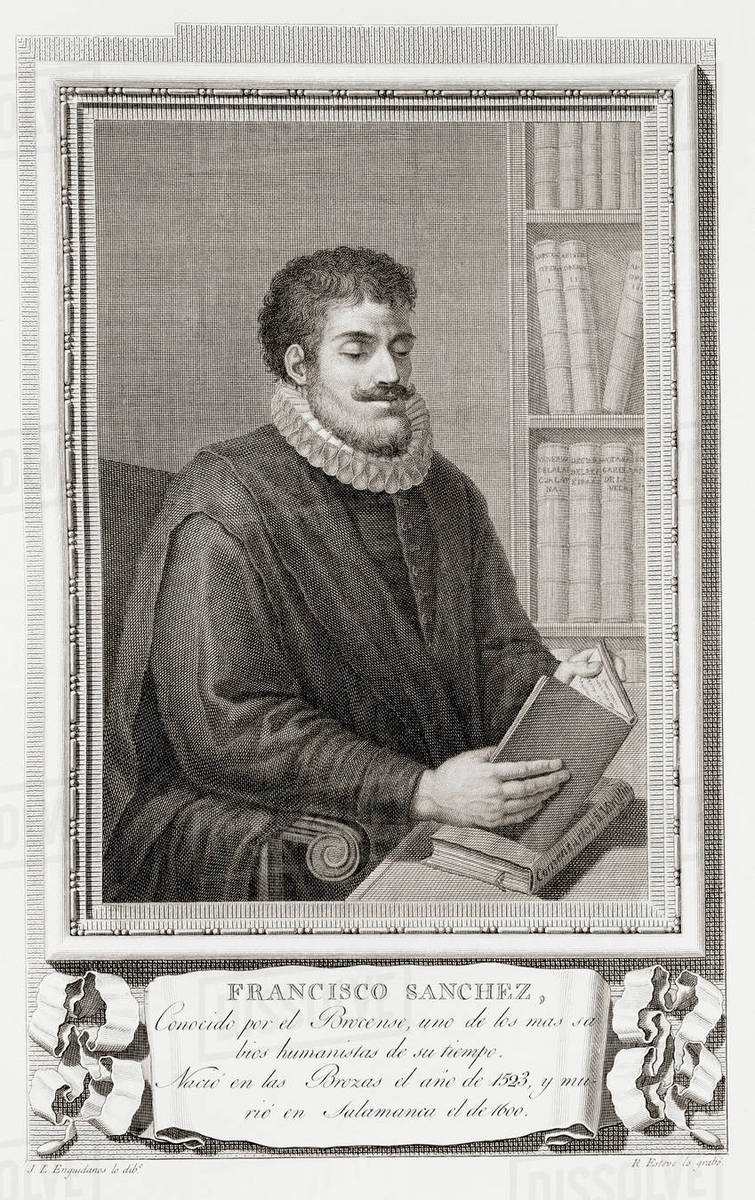
El Brocense según un retrato idealizado elaborado en el.

Francisco Sánchez de Las Brozas, conocido como el Brocense y, en latín, como Franciscus Sanctius Brocensis (Las Brozas, Cáceres, 1523-Salamanca, 1601), fue un  humanista y un importante gramático español.

## Biografía
Sus padres eran Francisco Núñez y Leonor Díez. Pudo estudiar gracias a la ayuda de unos tíos suyos, porque su familia no era acomodada. Empezó en Évora, donde aprendió latín y humanidades, y luego en Lisboa. En esta última ciudad estuvo al servicio de los reyes Catalina y Juan III. Permaneció en la corte del reino portugués hasta la muerte de la princesa en 1545. Por deseo de sus tíos fue a la universidad de Salamanca, donde prosiguió sus estudios, sin finalizarlos, de Artes y Teología. Allí conoció entre sus condiscípulos al humanista y poeta Juan de Mal Lara.  
Todavía estudiante se casó por primera vez con Ana Ruiz del Peso, con la que tuvo seis hijos. Viudo a los 32 años, en 1554 se casó de nuevo con una pariente de su primera mujer con la que tuvo otros seis. Desde entonces sufrió problemas económicos para mantener a su importante familia y hubo de trabajar impartiendo muchas clases. 
Obtuvo la cátedra de Retórica de Salamanca en 1573, tras una intentona fallida en 1554 y, en 1576, el partido de Griego con un salario más sustancioso, pero jamás consiguió la cátedra de Gramática, a la que opositó en dos ocasiones. 
En 1584 tuvo su primer encontronazo con la Inquisición, tras ser denunciado por un clérigo y un estudiante, aunque esta vez fue exculpado. Su tremenda capacidad crítica (para él la mayor autoridad es la razón) y su inconformismo con la autoridad provocaron que los censores restringieran la circulación y divulgación de sus obras. Una década después de jubilarse, en 1595, a causa de las denuncias de un teólogo, un monje benedictino y un abad, comenzó un nuevo proceso inquisitorial, interrumpido esta vez solamente por su muerte: falleció el 5 de diciembre de 1600, cumpliendo el arresto domiciliario que la Inquisición le había impuesto. Tuvo tres encuentros con la Inquisición: uno, ya citado, en 1584, del que salió absuelto. El segundo en 1595, ya jubilado, y el tercero en 1600, que se vio interrumpido antes de haber sido resuelto por la muerte de Sánchez a los 78 años de edad.

## Su obra

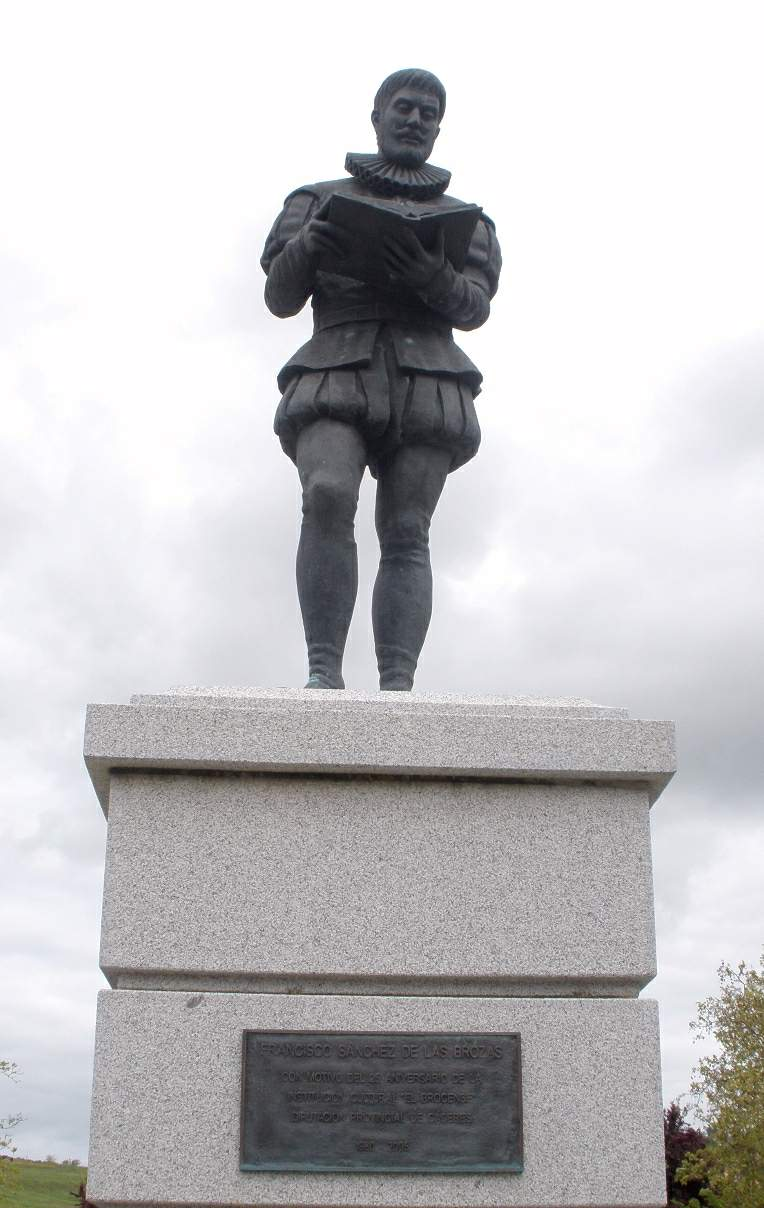
Monumento al Brocense en el monasterio de San Francisco el Real de Cáceres.

La importancia que alcanzaron las ideas de El Brocense en la reforma de los estudios clásicos es, a mediados del siglo XVI, análoga a la de Antonio de Nebrija a comienzos del siglo, como se muestra en su Arte para saber latín (1595), en el Grammaticae graecae compendium (1581) y sobre todo en Verae brevesque latinae institutiones (1587), donde corrige el método de Nebrija.  
Se le recuerda sobre todo a El Brocense por su Minerva (sive de causis linguae latinae). Es una gramática del latín con cuatro libros o secciones (las partes de la oración, el nombre, el verbo y las figuras). Supuso un intento señero por someter el estudio de la lengua a la razón. Frente a los primeros gramáticos del humanismo (Lorenzo Valla o Antonio de Nebrija), que escribieron gramáticas normativas fundadas en el usus scribendi de los autores antiguos, el escritor extremeño puso como piedra angular de todo su sistema gramatical la ratio (la razón): No reconocía otra autoridad que no fuera la razón y lleva hasta sus últimas consecuencias el estudio gramatical con criterios lógicos. 
Su obsesión es encajarlo todo en esquemas racionales, dando un papel muy importante en su interpretación gramatical a la elipsis, instrumento esencial de su sistema. En esa búsqueda de esquemas racionales trasciende las fronteras de la lengua latina, para llegar incluso a intuir una gramática general que todas las lenguas llevan implícita; constituye, así, un hito importantísimo para la gramática de Port Royal y para la gramática generativa de Noam Chomsky. La Minerva tuvo gran éxito y conoció quince ediciones hasta 1761. Los densos escolios de Sccioppius aparecen desde mediados del siglo XVII y acompañarán a la Minerva hasta el siglo XIX. En cuanto a las notas de Perizonius (Jacobo Voorbrook) fueron realizadas a instancias de un librero de Franeker (Holanda). La edición que las incluyó es de 1687 y tuvo tal éxito que el mismo librero la reimprimió fraudulentamente en 1693.
Publicó ediciones de las Bucólicas de Virgilio (1591), de algunas obras de Ovidio, de las Sátiras de Persio y el Arte poética de Horacio, ediciones comentadas de las Sylvae de Angelo Poliziano y los Emblemas de Andrea Alciato, y traducciones de Horacio y del Canzoniere de Francesco Petrarca. Escribió e imprimió Comentarios a las obras de Juan de Mena y Garcilaso de la Vega (1582 y 1574 respectivamente). De este último dijo, al imputársele haber rastreado las huellas de clásicos grecolatinos en su lírica restándole originalidad al poeta, que no tenía por buen poeta a aquel que no imitara a los clásicos. Escribió también gran número de poesías y escolios en latín.
Su concepto de la belleza literaria es sobre todo formal, como desvela en sus tratados retóricos De arte dicendi (1556) y Órganum dialécticum et rethóricum cunctis discípulis utilíssimum et necessarium (Lyon, 1579). Al respecto habrá que recordar que fue procesado por la Inquisición a causa de haberse atrevido a criticar la forma literaria de los evangelios. Fue partidario de Erasmo de Róterdam y en sus obras científicas demuestra la inclinación enciclopédica propia del Humanismo, como en Declaración y uso del reloj español (1549), Pomponii Melae de situ orbis (1574) o Sphera mundi ex varies auctoribus concinnata (1579). Entre sus obras de carácter filosófico destacan Doctrina de Epicteto (1600), Paradoxa (1581) y De nonnulis Porphyrii aliorumque in dialectica erroribus (1588).
De sus obras dramáticas, compuestas a requerimiento de la universidad para ser representadas anualmente por los alumnos, apenas se nos han conservado los 170 versos de su Apollinis fabula, que no pasa de ser un ejercicio oratorio o progymnasma basado en el correspondiente relato de las Metamorfosis de Ovidio. En esta actividad, el gran filólogo y gramático extremeño fue claramente superado por el exjesuita Miguel Venegas.

## Ediciones

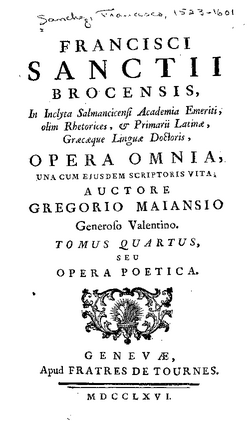
Portada de una edición de 1766 de las Obras poéticas de El Brocense.

- Declaración y uso del reloj español (1549)
- Edición y comentario de Angelo Poliziano Angeli Politiani: Sylvae, nutricia, manto, rusticus, ambra illustratum per Franciscum Sanctium Brocensem, Salmanticae: excudebat Andreas a Portonariis, 1554.
- De arte dicendi (1556)
- Edición y comentario de los Emblemas de Alciato: Comment. in And. Alciati Emblemata: nunc denuò multis in locis accurate recognita et quamplurimis figuris illustrata Lugduni: apud Guliel. Rouillium, 1573.
- Comentarios a la obra de Garcilaso de la Vega (1574)
- Edición de Pomponii Melae De situ orbis (1574)
- Órganum dialectum et rethóricum cunctis discípulis utilíssimum et necessarium (Lyon, 1579)
- Sphera mundi ex varies auctoribus concinnata (1579)
- Paradoxa (1581)
- Grammaticae graecae compendium (1581)
- Comentarios a la obra de Juan de Mena (1582)
- Minerva sive de causis linguae latinae (Salamanca: Renaut, 1587)
- Verae brevesque latinae institutiones (1587)
- De nonnulis Porphyrii aliorumque in dialéctica erroribus (1588)
- Edición de las Bucólicas de Virgilio (1591)
- Edición y comentario del Arte poética de Horacio: In Artem Poeticam Horatii Annotationes, Salmanticae: Apud Ioannem & Andream Renaut, fratres, 1591.
- Arte para saber latín (1595)
- Edición y comentario de Auli Persii Flacci Saturae sex: cvm ecphrasi et scholiis Franc. Sanctij Brocen. Salmanticae: apud Didacum à Cussio, 1599.
- Doctrina de Epicteto (1600)

### Obras perdidas
- Auto del Corpus Christi, 1572 (auto sacramental)
- Auto del niño perdido
- Asuerus (comedia)
- Bersabé (comedia)
- Trepidaria (comedia)
- Calirhoe (tragedia mitológica)
- Achiles inventus (tragedia mitológica)
- David